# Duša (Ogenj)
Duša je singl koprivničkog folk rock benda Ogenj objavljen 2020. godine, koji je kasnije uključen na album „Si kak jen”. Pjesma je u stilu baladnoga folk rocka.
Tekst i glazbu potpisuje Tomislav Mihac Kovačić, frontmen i tekstopisac benda, dok je aranžman djelo cijelog sastava, kojeg su tada činili uz autora pjesme i: Denis Kuzel, Filip Kušnjer, Luka Iverac i Borna Ilić. Produkciju je realizirao Ante Prgin-Surka, a za video uradak zaslužan je Marko Gogić. Kompozicija uključuje violinu kao glavni melodijski element, kasnije se javlja usna harmonika, a na završetku truba.
Lirski sadržaj pjesme bavi se pro-life tematikom, prikazujući perspektivu nerođenog djeteta koje se obraća majci. Autor je opisao kompoziciju kao „tematski naslonjenu na one najnježnije, ranjive, bez prava glasa, dječicu stvorenu iz ljubavi koja rastu pod majčinim srcem od prvog dana”.
Pjesma je 20. travnja 2020. godine bila „mp3 dana” na Zabavnom radiju, a glazbeni kritičari su je označili kao „najrockerskiju pjesmu s albuma” unatoč baladnom karakteru.
Pro-life poruka pjesme dovela je do kontroverzi 2023. godine kada je zagrebački klub „Močvara” otkazao već dogovoren nastup benda kao predgrupe za keltske punkere „The Rumjacks”.